# العربی تواتی
العربی تواتی (انگلیسی: Larbi Touati؛ زادهٔ ۱۲ اکتبر ۱۹۳۶) بازیکن فوتبال اهل تونس است.
از باشگاه‌هایی که در آن بازی کرده‌است می‌توان به باشگاه فوتبال آفریقایی اشاره کرد.
وی همچنین در تیم ملی فوتبال تونس بازی کرده‌است.